# Cừu đen

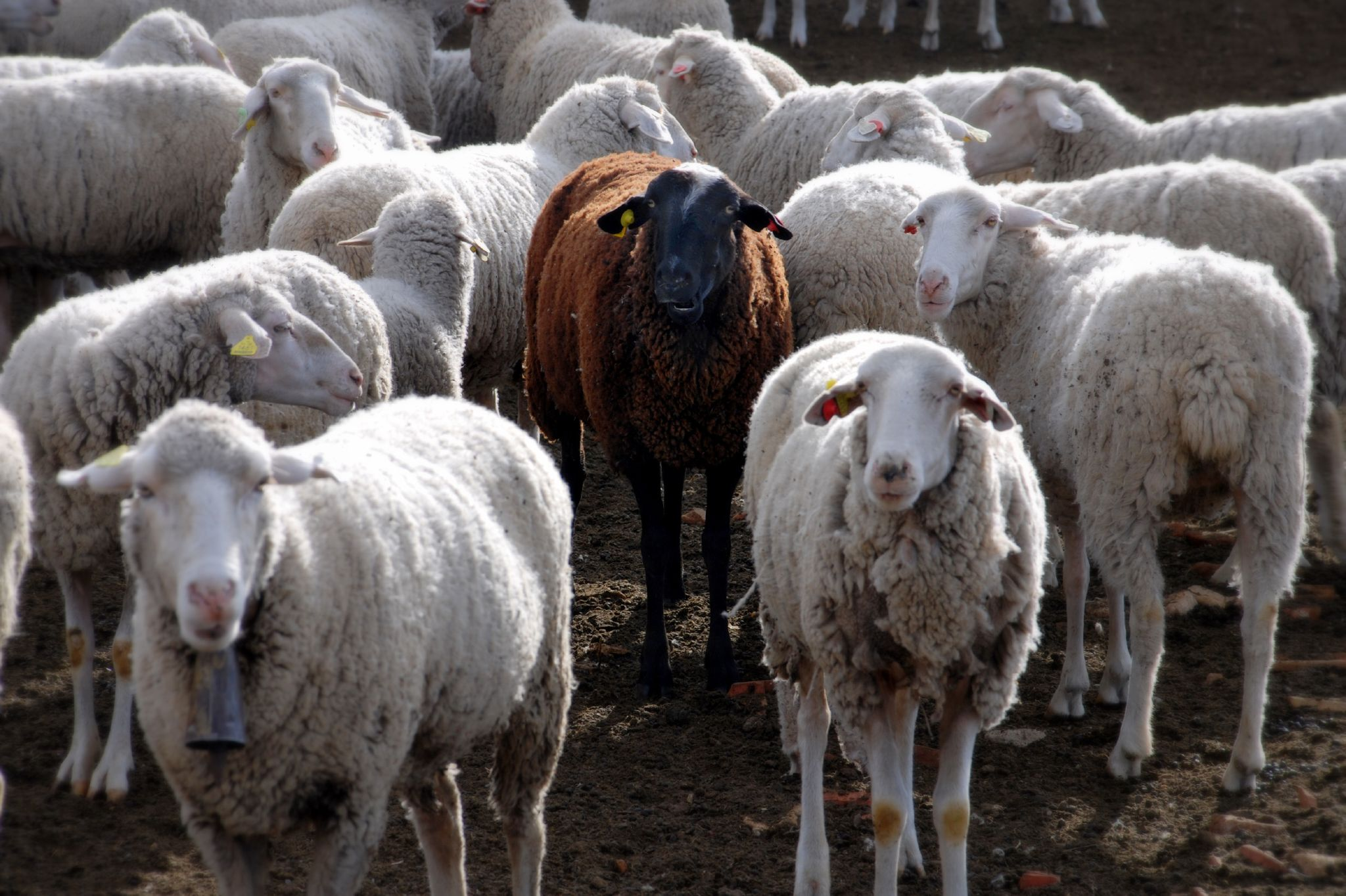
Một con cừu đen lẫn trong bầy cừu trắng

Cừu đen là những cá thể cừu có bộ lông màu đen bắt nguồn từ ảnh hưởng di truyền ở cừu do quy định của các gene hắc tố chi phối về màu sắc và tạo ra sự khác biệt so với những con cừu thông thường (có bộ lông màu trắng), theo đó một gen lặn đôi khi biểu hiện ở sự ra đời của một con cừu với màu đen thay vì màu trắng. Cừu đen không chỉ đề cập đến màu lông của cừu mà còn là từ lóng để chỉ về những cá thể dị biệt, nổi loạn trong một tập thể, tương phản với cừu ngoan là tập hợp các cá thể dễ sai khiến và chỉ biết làm theo.

## Thuật ngữ
Trong tiếng Anh, thuật ngữ cừu đen (Black sheep) là một thành ngữ dùng để mô tả một thành viên đơn lẻ hoặc tai tiếng nằm trong một nhóm hoặc là những đứa trẻ khác biệt trong một gia đình hoặc những nhân tố nổi loạn trong một tập thể. Thuật ngữ này thường được trao cho những tác động tiêu cực với ngụ ý là ương ngạnh khó quản lý vì theo cách hiểu thông thường con cừu tiêu biểu cho sự ngoan hiền. Thuật ngữ này bắt nguồn từ sự hiện diện không điển hình và không mong muốn của cá nhân đen khác trong đàn cừu trắng.

## Ảnh hưởng
Những con cừu đen luôn là mầm mống của tai họa. Nó là nguyên nhân gây bất ổn và mất đoàn kết nội bộ trong một tập thể, xâm phạm quy tắc chung và phá vỡ sự đoàn kết. Nói tóm lại nó là tác nhân ngăn cản một tập thể đi tới thành công, nhìn chung, Như mọi lĩnh vực đời sống, những con cừu đen cũng vô cùng nguy hại và cần phải loại bỏ. Thuật ngữ cừu đen thường được nhắc đến trong bóng đá để chỉ về những cầu thủ như là con ngựa chứng, vô kỷ luật, thao túng đội bóng. Không giống trong một đàn cừu, người ta rất dễ nhận ra con cừu đen lẻ loi trong đàn, và càng dễ loại ra và đưa nó lên lò nướng. Song trong một đội bóng, để nhận biết cầu thủ nào là cừu đen không hề dễ dàng, và càng khó hơn khi loại cầu thủ đó ra. Những kẻ đóng được vai cừu đen lại thường là cầu thủ giỏi, thậm chí ngôi sao quan trọng nhất của đội.

## Tương phản
Tương phản với hình ảnh nhưng con cừu đen (dị biệt, khác người) là hình ảnh những con cừu ngoan ngoãn (Sheeple) là một thuật ngữ mỉa mai về những hành vi bầy đàn thụ động của con người có thể bị dễ dàng kiểm soát bởi một quyền lực chi phối mà họ được ví như những con cừu, một con vật ngoan ngoãn dễ dàng bị chăn dắt. Nó cũng mô tả một hiện tượng nhiều người trong xã hội cùng tin tưởng hoặc thực hiện một việc gì đó đã khiến cho rất nhiều người khác a dua làm theo. Người ta cũng dùng từ lóng là những con cừu ngoan ngoãn để chỉ về nông dân chấp nhận hoặc cam chịu các chính phủ độc đoán. Cừu sinh ra để làm nạn nhân của sói, để được an phận và để phục vụ sói theo bản năng sinh tồn. 